# Списък на държавите без реки
Това е списък на държавите, в които няма реки.

## Независими държави
- Бахамски острови
- Бахрейн[1]
- Ватикан
- Йемен
- Катар
- Кирибати[2]
- Коморски острови[3]
- Кувейт
- Малдиви[4]
- Малта
- Маршалови острови[5]
- Монако
- Науру[6]
- Обединени арабски емирства
- Оман
- Саудитска Арабия[7]
- Тонга
- Тувалу[8]

## Зависими територии
- Ангила[9]
- Бермудски острови[10]
- Британска индоокеанска територия
- Великденски остров
- Гибралтар[11]
- Кайманови острови[12]
- Кокосови острови
- Коледен остров
- Ниуе
- Норфолк
- Питкерн[13]
- Сен Бартелми
- Сен Мартен
- Токелау
- Уолис и Футуна